# Delray Beach International Tennis Championships - Qualificazioni doppio
Le qualificazioni del doppio  del Delray Beach International Tennis Championships sono state un torneo di tennis preliminare per accedere alla fase finale della manifestazione. I vincitori dell'ultimo turno sono entrati di diritto nel tabellone principale. In caso di ritiro di uno o più giocatori aventi diritto a questi sono subentrati i lucky loser, ossia i giocatori che hanno perso nell'ultimo turno ma che avevano una classifica più alta rispetto agli altri partecipanti che avevano comunque perso nel turno finale.
Le qualificazioni del doppio del torneo Delray Beach International Tennis Championships 2001 prevedevano 4 coppie partecipanti di cui una è entrata nel tabellone principale.

## Teste di serie
1. Neville Godwin /  Jim Thomas (ultimo turno)

1. Marc-Kevin Goellner /  Laurence Tieleman (primo turno)

## Tabellone

### Legenda
| - Q = Qualificato - WC = Wild card - LL = Lucky loser | - ALT = Alternate - SE = Special Exempt - PR = Protected Ranking | - w/o = Walkover - r = Ritirato - d = Squalificato |

|  | Primo turno | Primo turno                           | Primo turno                           | Primo turno | Primo turno |  |  | Ultimo turno | Ultimo turno                      | Ultimo turno                      | Ultimo turno | Ultimo turno |  |
|  |             |                                       |                                       |             |             |  |  |              |                                   |                                   |              |              |  |
|  | 1           | Neville Godwin Jim Thomas             | Neville Godwin Jim Thomas             | 6           | 6           |  |  |              |                                   |                                   |              |              |  |
|  |             | Jurij Ščukin Jason Weir-Smith         | Jurij Ščukin Jason Weir-Smith         | 3           | 3           |  |  | 1            | Neville Godwin Jim Thomas         | Neville Godwin Jim Thomas         | 3            | 5            |  |
|  |             | Mark Merklein Mitch Sprengelmeyer     | Mark Merklein Mitch Sprengelmeyer     | 7           | 6           |  |  |              | Mark Merklein Mitch Sprengelmeyer | Mark Merklein Mitch Sprengelmeyer | 6            | 7            |  |
|  | 2           | Marc-Kevin Goellner Laurence Tieleman | Marc-Kevin Goellner Laurence Tieleman | 65          | 4           |  |  |              |                                   |                                   |              |              |  |